# Zastávka na znamení

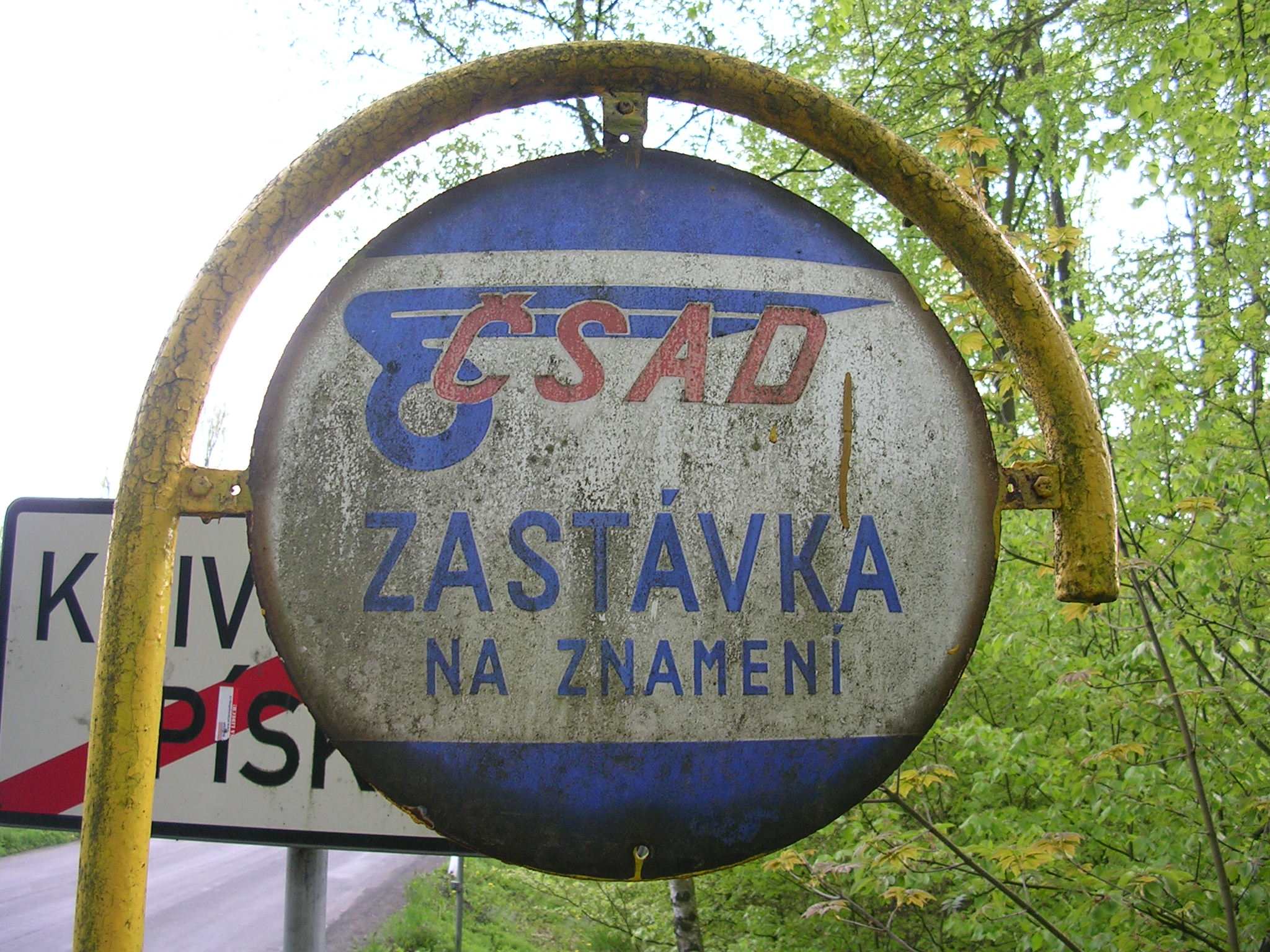
V minulosti obvyklé označení autobusové zastávky ČSAD „na znamení“

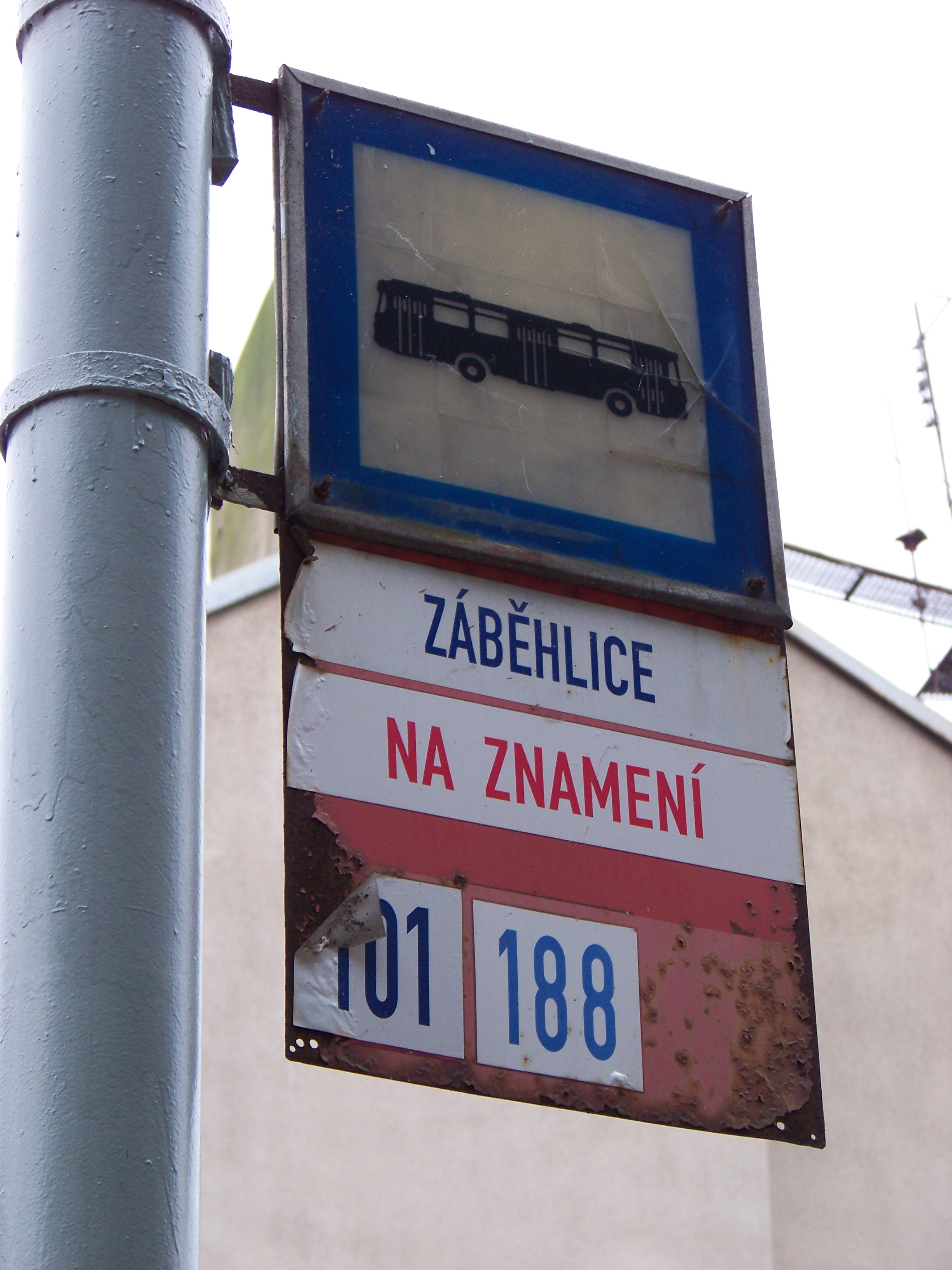
Starší označení autobusové zastávky na znamení v Praze

Zastávka na znamení nebo na požádání (v minulosti a v některých zemích označovaná též například jako zastávka podle potřeby) je zastávka, ve kterých zastavují spoje (vozidla, vlaky atd.), pouze tehdy, projeví-li cestující svůj zájem nastoupit nebo vystoupit. Obvykle tento druh (či charakter) býval určen zastávkám s velmi slabým obratem cestujících, zejména v málo osídlených nebo neosídlených místech. V první polovině 21. století se v řadě měst a regionů v Evropě prosazuje trend rozšiřovat tento režim zastavování na celé místní systémy MHD nebo regionální dopravy, zejména autobusové.

## Režim zastavování
Zastavování na znamení je obvykle vyznačeno v jízdních řádech nebo stanoveno místním přepravním řádem či přepravními podmínkami. Může být stanoveno buď pro všechny spoje zastavující v zastávce, nebo jen pro určité linky, spoje či období, nebo může být v určitých částech dne či týdne (například ve večerních a nočních hodinách nebo o víkendech) stanoveno pro celou linku nebo síť. V některých zemích a dopravních sítích je zvykem způsob zastavení vyznačit i nápisem na označníku zastávky.
Dopravce obvykle vlastními vnitřními předpisy v souladu se smluvními přepravními podmínkami stanoví povinnosti řidičů. U některých dopravců se počítá s tím, že se řidič může řídit běžným pozorováním a svým rozumem, zejména sledovat, zda v zastávce někdo čeká, zda se ve voze někdo zjevně chystá vystupovat, zda si nějaký cestující zakoupil jízdenku do příslušné zastávky a podobně.
Pokud je požadován nějaký úkon od cestujícího, tak ve vozidle zpravidla musí včas před zastavením stisknout tlačítko STOP (v některých novějších vozidlech je stejná funkce přiřazena i tlačítku poptávkového otevírání dveří), a pokud vozidlo takové tlačítko nemá, ústně upozornit řidiče nebo průvodčího, že bude vystupovat; v některých odbavovacích systémech řidič či průvodčí registruje požadavky a cílové stanice cestujících již při nákupu či kontrole jízdenky. Obvykle se vyžaduje jedno stisknutí tlačítka, protože vícenásobné stisknutí může mít jiný význam (například v Česku obvykle dva stisky znamenají výstup s kočárkem, vícenásobný přerušovaný stisk požadavek na nouzové zastavení), pokud nejde o speciální signalizaci vyhrazenou pro samostatné účely. Tlačítko buď vyvolá pouze zvukový signál u řidiče (a řidič v některých typech vozidel má možnost přijetí požadavku potvrdit rozsvícením nápisu „stop“, „zastavíme“ nebo podobného), nebo přímo způsobí elektronické zaregistrování požadavku a rozsvícení potvrzujícího nápisu. Funkce tlačítka požadavku pro zastavení v zastávce může být účelně sloučena s funkcí tlačítka s požadavkem na otevření dveří.

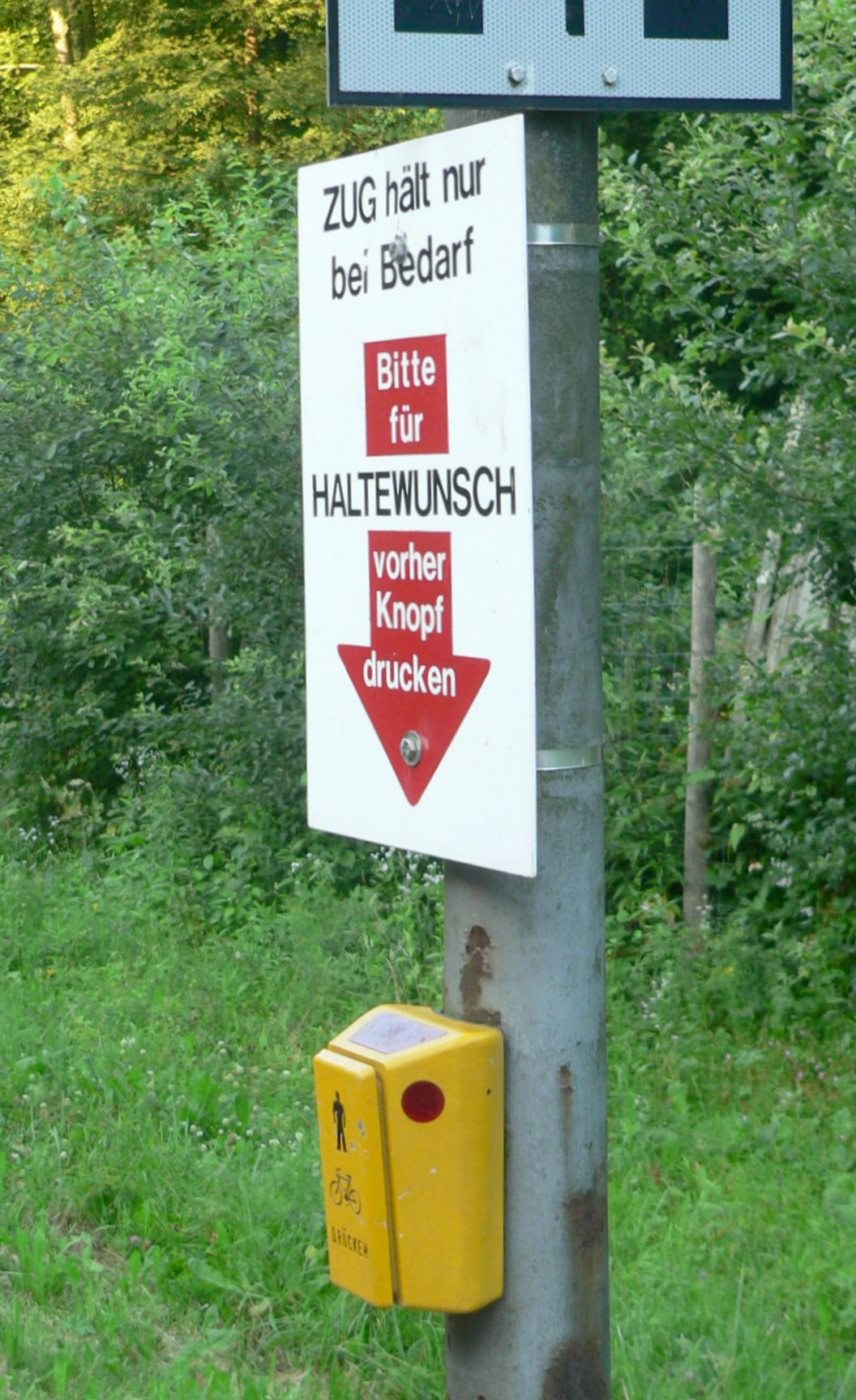
Tlačítko požadavku na zastavení v německé železniční zastávce Bad Herrenalb-Kullenmühle.

Od cestujícího čekajícího na zastávce bývá požadováno stát včas na viditelném místě zastávky a případně též dát řidiči včas znamení, zpravidla zvednutím paže. V některých moderních drážních systémech (mimo Českou republiku) je na zastávkách tlačítko, jímž může cestující zadat požadavek do traťového signalizačního a zabezpečovacího systému. Předpisy některých dopravců nařizují zastavit i v případech, kdy nikdo znamení nedal, například při nepřehledné situaci nebo není-li vlak či vozidlo vybaveno použitelným signalizačním zařízením nebo stojí-li na nástupišti osoba, která nedává znamení, nebo je-li třeba vyčkat na stanovený čas odjezdu.
V mnoha zemích existují způsoby dopravy, při nichž je běžné zastavit na vyžádání i mimo zastávku, popřípadě přizpůsobit trasu požadavkům a potřebám cestujících ve voze. Typickým příkladem je turecký dolmuş. Experimenty s podobným způsobem dopravy jsou prováděny i v Česku a na Slovensku, ale často jsou na hraně ve vztahu k právním předpisům o provozu na pozemních komunikacích, veřejné dopravě a financování veřejné dopravy. Širším uplatněním principu zastávek na znamení je systém dopravy nazývaný například radiobus, při němž spoje uvedené v jízdním řádu jedou pouze tehdy, pokud o ně někdo projeví zájem (například telefonicky). Spoj pak jede pouze v té části trasy, pro kterou byl požadován, a zastavuje pouze ve vyžádaných zastávkách.

## Účel a hodnocení zastávek na znamení
Zastávky na znamení mají smysl pouze v těch zemích a druzích dopravy, kde je zastavování veřejné dopravy vázáno na zastávky (zastavování mimo zastávky je obecně zakázané, nežádoucí nebo nestandardní) a zároveň obecně platí povinnost řidiče zastavovat v zastávkách i tehdy, jestliže nikdo o nastoupení nebo vystoupení nejeví zájem. Z toho vyplývá, že zastávky na znamení jsou specifikem zemí a míst s rigidnějším přístupem k předpisům.
Výhodou zastávek na znamení oproti takzvaným stálým zastávkám je zrychlení dopravy, úspora nákladů na provoz (zejména pohonných hmot nebo elektrické energie) a životního prostředí (zplodiny spalování, hluk). Také bývá uváděno nižší opotřebení vozovek v zastávkách.
Výhodou zastávek na znamení oproti režimu zastavování volně mimo zastávky je možnost zveřejnění jízdního řádu v místě zastavování a možnost soustředění cestujících na jedno místo, což umožňuje vybrat místo vhodné z hlediska bezpečnosti provozu a předejít zbytečnému opakovanému zastavování v krátkém úseku.
V souvislosti se zaváděním poptávkového ovládání dveří a zdokonalením akustických i vizuálních informací ve vozidlech se trendem stalo plošné zastavování na znamení v celých systémech MHD či regionální dopravy. Jeho výhodou je zjednodušení systému pro cestující, kteří pak již nemusejí dohledávat či sledovat, které zastávky a ve kterém období jsou na znamení, protože princip je ve všech zastávkách stejný. Tím se zpřehlední také informační značení na označnících zastávek a v jízdních řádech.
Nevýhodou zastávek na znamení jsou zvýšené nároky na pozornost cestujícího – cestující musí sledovat, zda zastávka, kterou hodlá použít, je „na znamení“, a musí si včas všimnout přijíždějícího vozidla (či vlaku), případně i rozeznat jeho označení, cestující ve vozidle musí včas rozpoznat, že se blíží jeho výstupní zastávka – i na pozornost a předvídavost řidiče, přičemž hrozí různé konfliktní situace. Často se také status zastávky (tedy jestli je, nebo není na znamení) mění v závislosti na denní době, dnu v týdnu nebo ročním období, což situaci pro cestující i řidiče dále komplikuje. Tyto nevýhody může vydavatel předpisů nebo dopravce zmírnit nebo vyloučit stanovením vhodného režimu (povinností řidiče a povinností cestujících). Důležitým aspektem je dostupnost tlačítek ve vozidlech tak, aby je mohla nalézt a bezpečně použit i osoba s pohybovými omezeními, se zavazadly, aby na ně dosáhlo i dítě< (v některých starších typech vozů byla tlačítka pouze na stropě) a aby cestující nebyli kvůli použití tlačítka nuceni se přemisťovat v jedoucím vozidle. Situace může být nevýhodnější i pro cestující dobíhající na poslední chvíli, které řidič při přijíždění k zastávce neuvidí.

## Použití v různých zemích

### Česko

#### Obecný právní režim

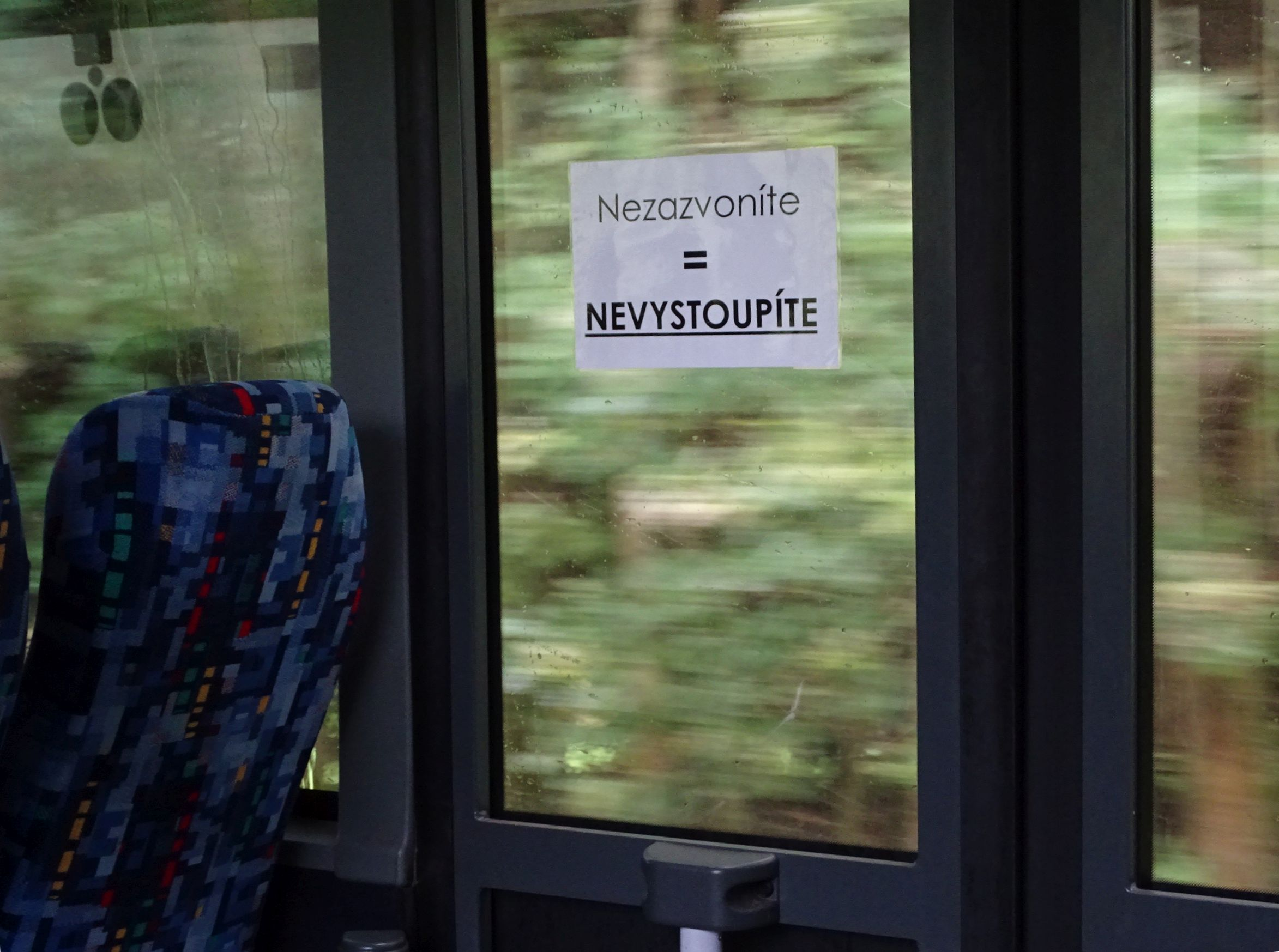
Vývěska „Nezazvoníte = nevystoupíte“ na dveřích regionálního autobusu v Českém Švýcarsku v Ústeckém kraji

Základní právní rámec dává v České republice vyhláška č. 175/2000 Sb., o přepravním řádu pro veřejnou drážní a silniční osobní dopravu:
§ 16, odst. 3: Jedná-li se o stanici, kde vozidlo zastavuje jen na znamení, musí cestující, který chce nastoupit, dát včas osobě řídící vozidlo znamení zvednutím paže; cestující, který chce vystoupit, musí včas použít příslušné signalizační zařízení nebo včas vyrozumět o svém úmyslu řidiče vozidla nebo doprovod vlaku.
§ 16 odst. 2: Cestující může do vozidla nastoupit nebo z něj vystoupit jen ve stanici, a není-li vozidlo v pohybu. Odst. 4: Zastaví-li vozidlo z provozních důvodů mimo stanici nebo ve stanici, kde podle jízdního řádu nezastavuje, smí cestující vystoupit, případně i nastoupit jen se souhlasem řidiče nebo jiné pověřené osoby dopravce.
Někteří dopravci či organizátoři dopravních systémů (České dráhy, ROPID a DPP, DPO a další) mají ve smluvních přepravních podmínkách zásadu, že vozidlo zastaví v zastávce vždy, stojí-li na zastávce nějaká osoba. Jiní dopravci (například jihlavský dopravní podnik) mají tuto zásadu pouze v interním provozním předpise. Podobně je u některých dopravců například stanoveno, že vozidlo zastaví i bez znamení například v případě, kdy již v zastávce stojí jiné vozidlo, nebo pokud vozidlo není vybaveno funkčním signalizačním zařízením, nebo pokud by vozidlo projelo zastávku dříve než v pravidelný čas odjezdu stanovený jízdním řádem.
U autobusů, trolejbusů nebo tramvají s poptávkovým otevíráním dveří lze v některých městech či v některých typech vozů použít tlačítko otevírání dveří zároveň jako znamení k zastavení, popřípadě je též funkce tlačítka znamení k zastavení upravena tak, že slouží zároveň jako žádost o otevření dveří nejbližších danému tlačítku. Ve starších vozidlech na celostátních a regionálních železničních drahách však nelze žádost o otevření dveří uplatnit před zastavením vlaku a tedy ani nelze funkci tlačítek sjednotit.

#### Způsob označování zastávek na znamení

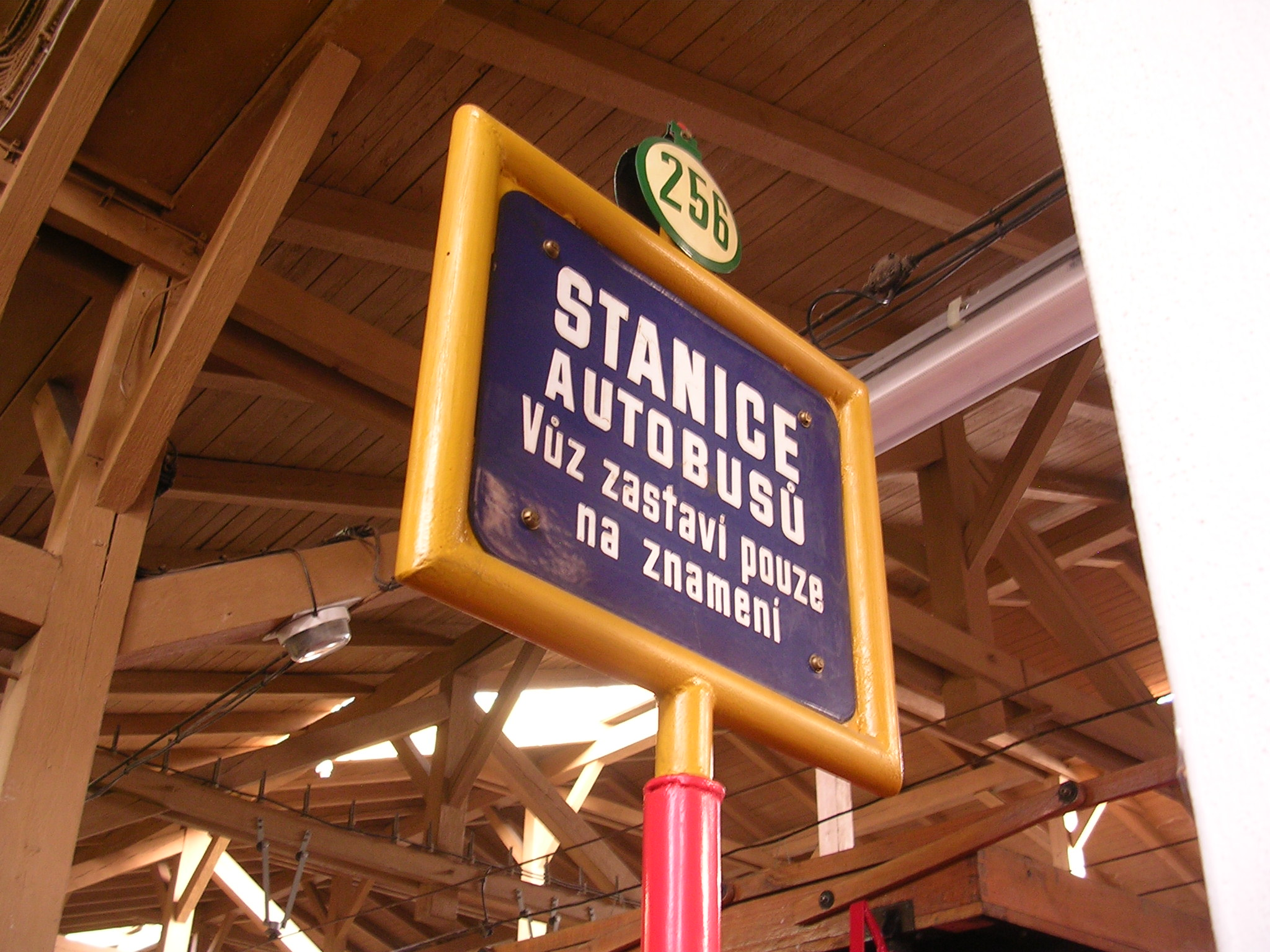
Označení autobusové zastávky na znamení v Praze odpovídající 60. či počátku 70. let 20. století

V jízdních řádech se standardně (podle prováděcí vyhlášky k Zákonu o silniční dopravě) zastávky na znamení označují značkou x nebo ×, která je v autobusových jízdních řádech umístěna u názvu zastávky (ve sloupcových jízdních řádech obvykle vlevo od názvu zastávky, v některých typech jízdních řádů nebo v přehledech vedení linek v závorce za názvem zastávky), v železničních jízdních řádech vlevo od časového údaje odjezdu spoje. Před zavedením celostátní standardizace se v Praze zastávky na znamení označovaly značkou +, v některých městech se označují značkou z. Jinými značkami (například #) bývají v Praze označovány zastávky, které mají charakter na znamení pouze po část provozní doby.
Dřívější vyhláška č. 49/1998 Sb., o jízdních řádech a organizaci celostátního informačního systému o jízdních řádech, požadovala uvést údaj o tom, zda je zastávka na znamení, v jízdním řádu. Novější vyhláška 388/2000 Sb. tento požadavek neobsahuje výslovně, ale zahrnuje jej v požadavku uvést u názvu zastávky bližší podmínky jejího použití, k čemuž stanoví závaznou značku × s významem „zastávka je jen na znamení nebo požádání“. Novější vyhláška 122/2014 Sb. zavádí tuto jednotnou značkou pro dva podobné významy: nejen dosavadní „zastávka jen na znamení nebo požádání“ před názvem zastávky, ale i „spoj zastavuje jen na znamení nebo požádání“ před časovým údajem spoje, což reflektuje zavedenou praxi z železničních traťových jízdních řádů. 
Na označnících zastávek se obvykle označují nápisem „na znamení“ umístěným buď pod názvem zastávky, nebo přímo ve značce označující zastávku (tak tomu bylo v původních označeních zastávek ČSAD). Zhruba od poloviny 90. let však označení druhu zastávky není právními předpisy ani technickými normami (ČSN 73 6425 Tramvajové, autobusové a trolejbusové zastávky) povinně vyžadováno.

#### Autobusové a trolejbusové zastávky

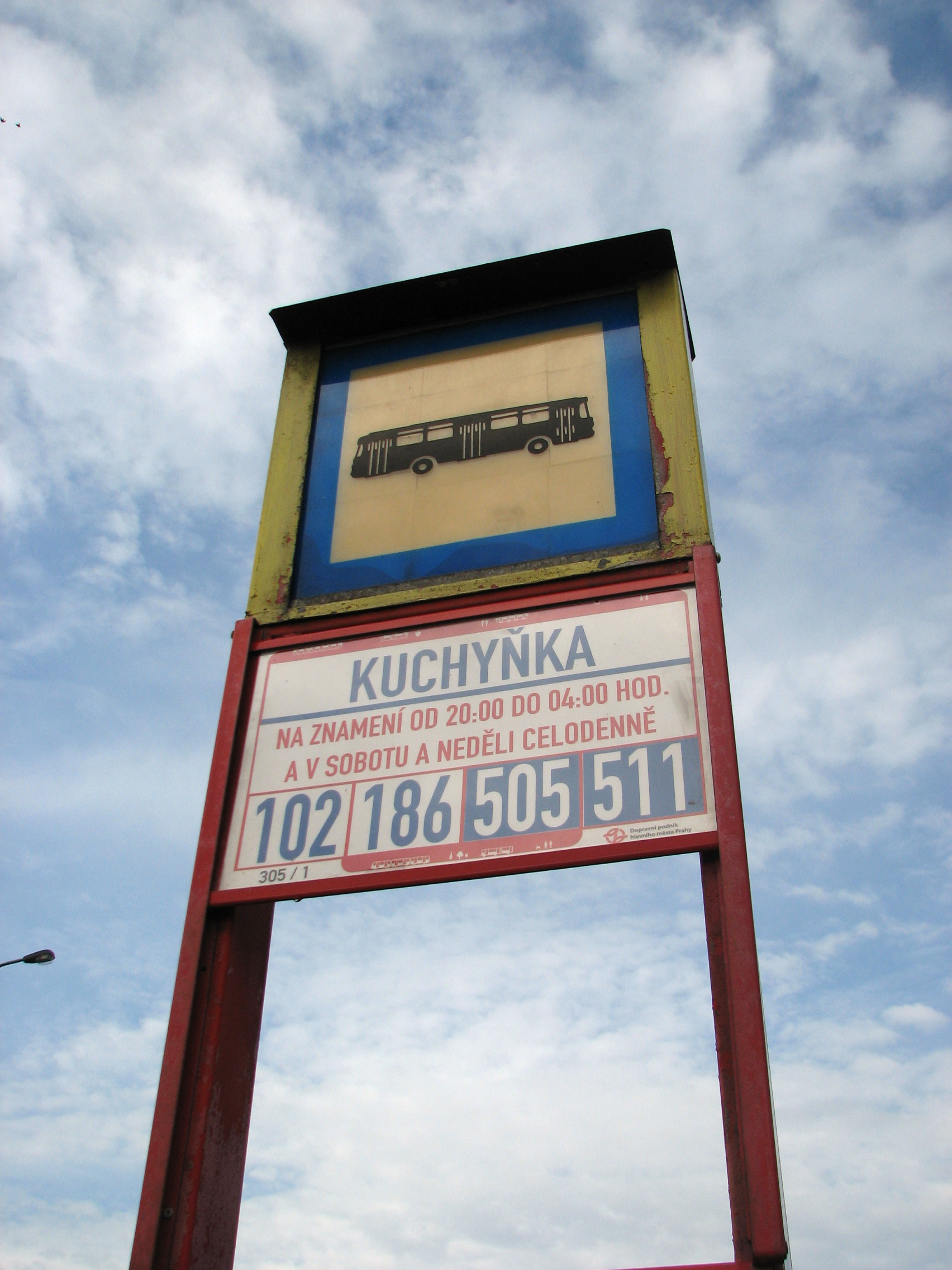
Označení „Na znamení od 20:00 do 4:00 a v sobotu a neděli celodenně“ na autobusové zastávce MHD v Praze

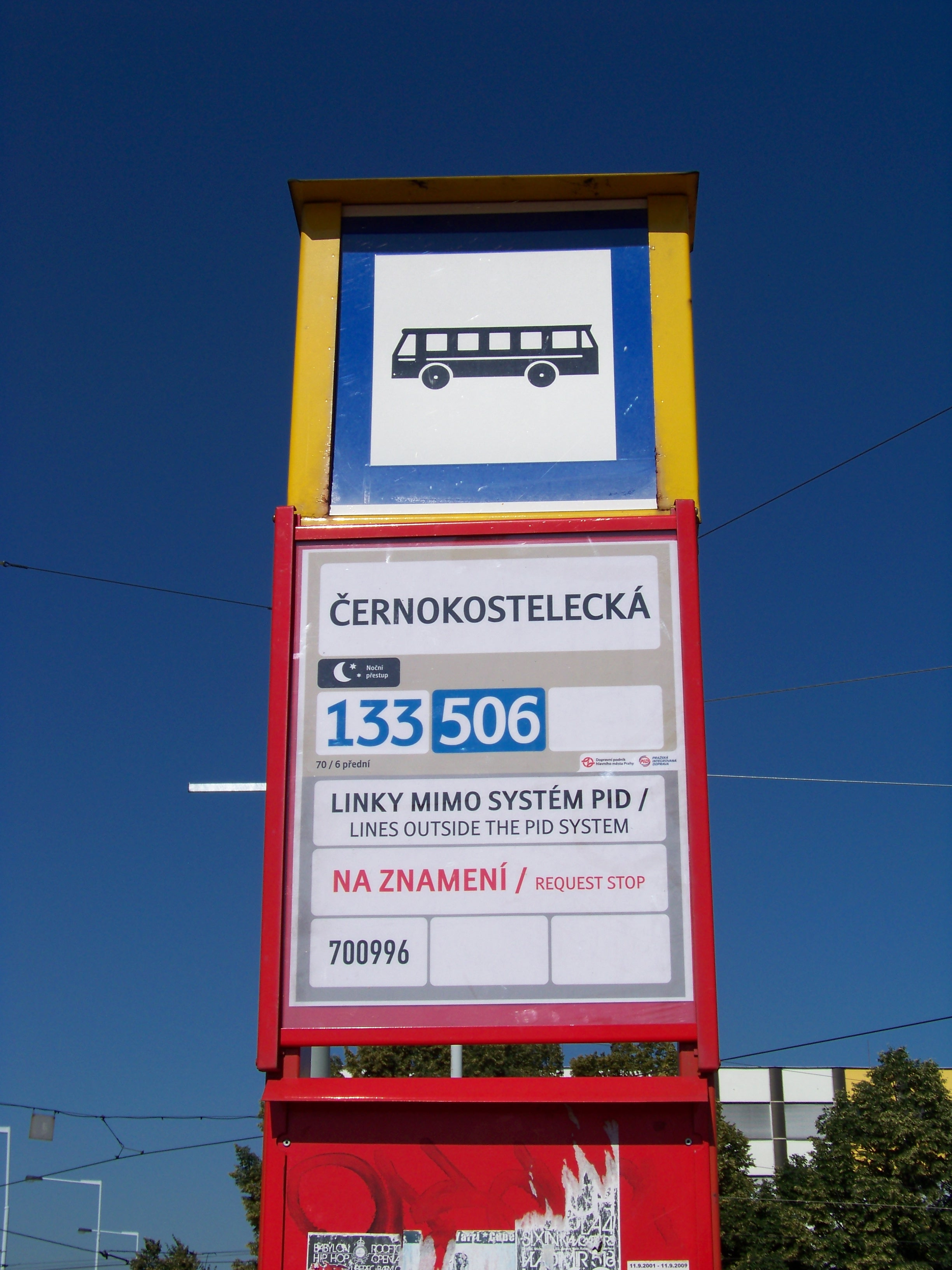
Kombinace stálé zastávky MHD se zastávkou na znamení meziměstské linky, Praha

V městské autobusové (a trolejbusové) dopravě jsou zastávky na znamení často zřizovány zejména v okrajových, řídce osídlených nebo průmyslových částech měst. Je-li zastávka určena více linkám, obvykle mívá pro všechny linky stejný druh (charakter), a označení na znamení se vyznačuje na zastávkový sloupek. V Praze jsou některé zastávky označeny nebo „od 20 do 5 hodin a v sobotu a neděli celodenně na znamení“.
V regionální, meziměstské a dálkové autobusové dopravě volí druh zastávky dopravce v jízdním řádu linky. Jde o parametr patřící v jízdním řádu konkrétní linky k názvu zastávky, a tedy zastávka má pro všechny spoje téže linky stejný charakter (buď je pro všechny zastavující spoje linky na znamení, anebo pro žádný). Je však možné a nikoliv neobvyklé, že tatáž zastávka pro některé linky je na znamení a pro jiné nikoliv. Proto také postupně zanikla povinnost i zvyk označovat druh zastávky na zastávkovém sloupku. Mnozí dopravci od rozlišování zastávek na znamení zcela upustili, protože zastavování v zastávkách přizpůsobují potřebám vždy a všude i bez takového označení.
V Praze byl od 4. března 2007 v městské autobusové dopravě počet zastávek na znamení zhruba zdvojnásoben, tj. zvýšeno o více než 100 párů zastávek, což vyvolalo řadu pozitivních i negativních reakcí, často i z týchž stran. Od 1. září 2007 byly na základě připomínek provedeny další úpravy, které znamenaly návrat přibližně poloviny březnových změn do předchozího stavu.[zdroj⁠?!]
ROPID začátkem prosince 2010 avizoval pro Pražskou integrovanou dopravu od 3. ledna 2011 nový systém zastavování autobusů v zastávkách na znamení, podle nějž není třeba na řidiče mávat, ale cestující, který chce nastoupit, dává znamení tím, že stojí na viditelném místě zastávky, přičemž řidič je povinen zastavit vždy, nachází-li se v prostoru zastávky alespoň jedna osoba nebo má-li zakryt výhled předchozím autobusem. Pokud ve vozidle nefunguje akustický hlásič, který oznamuje, že je zastávka na znamení, musí řidič zastavovat v každé zastávce na znamení, i když cestující nestiskne tlačítko. Současně ROPID avizoval následné zvýšení počtu zastávek na znamení, zavedení nebo časové rozšíření charakteru na znamení má se týkat kolem 170 názvů zastávek v Praze a 47 názvů zastávek mimo Prahu. K dalšímu podstatnému rozšíření počtu zastávek na znamení (o dalších cca 160 názvů) došlo v PID od 1. července 2011. Začátkem srpna 2011 mluvčí ROPIDu uvedl, že se uvažuje buď o další vlně rozšiřování počtu v lednu 2012, anebo o celkové změně režimu, podle níž by byly na znamení všechny autobusové zastávky, po vzoru Jihlavy a dalších evropských měst, a uvažuje i o jejich zavedení v tramvajovém provozu. Dopravní podnik se vyjádřil proti plošnému zavedení, v tramvajové dopravě zavedení zastávek na znamení brání provozní předpisy. V dubnu 2019 na návrh ROPIDu odsouhlasil dopravní výbor městského zastupitelstva jednomyslně všemi hlasy včetně opozice záměr, aby všechny autobusové zastávky MHD v Praze byly od 1. července 2019 na znamení, jako alternativní termín materiál uvádí 1. červenec 2020 (později byl zmiňován jako možný termín i leden 2020). Jako důvod ROPID uvedl zrychlení MHD a mírnou úsporu (až 5 milionů Kč ročně, tj. zhruba jedno promile nákladů na autobusovou MHD), snížení hluku a emisí. V době rozhodnutí bylo v Praze 2342 zastávek, z toho 1384 na znamení, 933 stálých a u zbylých se režimy střídaly. Proti plánu protestovala důchodkyně Jaroslava Valášková z domova pro seniory v Bohnicích a Václav Krása, předseda české Národní rady osob se zdravotním postižením. Z městských částí se proti staví Praha 8. ROPID uvedl, že v případě schválení by změnu provázela obsáhlá informační a vysvětlovací kampaň. Změna podle ROPIDu prospěje větší přehlednosti systému a plynulosti dopravy. Podle ROPIDu nejde o žádný nový výmysl, protože takto fungují zastávky například v celém Německu či Rakousku nebo třeba v Libereckém či Ústeckém kraji. 9. května 2019 média oznámila, že primátor Zdeněk Hřib plán pozastavil s poukazem na to, že jej oslovilo velké množství starších lidí a lidí se zdravotním znevýhodněním s obavou, že by se jim mohla ztížit doprava po Praze. Podle něj je problém stále u zhruba 250 autobusů, u kterých nejsou tlačítka na znamení řidiči pro zastavení snadno dostupná z míst vyhrazených pro lidi s pohybovými obtížemi. Primátor dodal, že projekt, který urychluje dopravu a zvýší komfort cestujících, dává smysl, a že ostatně takhle fungují i autobusy v zemích okolo nás, jako třeba v Německu, Rakousku nebo Švýcarsku a i v různých městech u nás a že na tuto změnu musíme být lépe připraveni. Pilotně jsou od roku 2017 na znamení všechny zastávky v Horních Počernicích. V polovině června 2019 média oznámila, že vedení města (resp. primátor) záměr odložilo, protože mu neodpovídá současný stav vozového parku dopravního podniku, a opatření se nebude realizovat dříve než v létě roku 2020, než se dovybaví nebo vyřadí nejstarší autobusy s málo tlačítky. Od 5. března 2023 jsou na znamení všechny zastávky na území měst Milovice a Lysá nad Labem. Od 11. června 2023 byl sjednocen charakter zastávek na území Vlašimi a Votic. Od nového jízdního řádu od 10. prosince 2023 jsou na znamení všechny zastávky na území měst Čáslav, Kralupy nad Vltavou, Kutná Hora, Slaný a na území okresu Benešov.
Do dubna 2024 bylo plošné zastavování na znamení zavedeno v PID v Říčanech, Milovicích, Lysé na Labem, Benešově, Vlašimi, Voticích, Kralupech nad Vltavou, Čáslavi, Kutné Hoře, Slaném a v celém okrese Benešov, nově o takovou úpravu žádala sdružení pro celý okres Rakovník, Nymburk, Kutná Hora či pro oblast Dolnobřežanska. 18. dubna 2024 schválila rada Středočeského kraje, že od 29. června 2024 budou všechny autobusové zastávky na znamení i ve Středočeském kraji. Radní Petr Borecký opatření zdůvodnil zlepšením plynulosti dopravy, úsporou pohonných hmot při brzdění a rozjezdu vozidel a lepší udržitelností tepelného komfortu pro cestující. Upřesnil, že opatření zahrne i frekventované či výstupní zastávky, neboť i ony vykazují v okrajových obdobích nulovou poptávku. Podle dohod Středočeského kraje se zástupci hl. m. Prahy má být ke stejnému datu stejné opatření zavedeno i v autobusové dopravě na území Prahy, otevřená zůstala otázka sdružených zastávek pro tramvaje a autobusy. Dne 16. dubna 2024 ROPID představil návrh na „zavedení jednotného charakteru zastávek v autobusové síti PID“ na jednání pražského zastupitelského výboru pro dopravu. Petr Tomčík z Ropidu uvedl, že z 2,5 tisíce zastávek na území Prahy již 69 procent na znamení je, chystaný krok pravidla sjednotí i na těch zbylých. Od 29. června 2024 jsou všechny autobusové a trolejbusové zastávky Pražské integrované dopravy na znamení.
Od 1. října 2007 bylo zastavování jen na znamení zavedeno také na zastávkách 42 názvů (tj. přes 80 zastávek) v Plzni (v červnu 2007 byly na znamení jen zastávky 8 názvů, tj. cca 8 párů zastávek. O změně rozhodla městská rada dne 27. června 2007. Dopravní podnik vyčíslil úsporu za rozjezd trolejbusu na 0,434 Kč a autobusu na 0,965 Kč, roční úsporu na 700 000 Kč, jako další přínosy uvedl v analýze snížení hluku a emisí do ovzduší, plynulejší jízdu a méně zbytečného větrání ve vozech v zimních měsících. Opatření obhajoval technický náměstek primátora Jiří Uhlík (ODS), nepříznivé dopady a nevýznamnost úspory zdůrazňoval opoziční Milan Chovanec (ČSSD).
V Ostravě byly zastávky na znamení zkušebně zavedeny od 30. srpna 2015 po zhruba dvaceti letech, kdy ve zdejší MHD žádné nebyly. V první fázi jde jen asi o 15 zastávek (resp. zastávek 15 názvů), a to pouze na několika autobusových linkách (U Korýtek na lince 45, Kovošrot, Štěrkopísek, U Olší, U Zahrádek, Záuliční a Zelenina na lince 46, Liščí, Spojovací a Statek na lince 47, Stavebniny a U Hůry na lince 51, Nová Plesná a Pomník RA na linkách 47 i 51, Nová Ves na linkách 37 a 54). Cestující, kteří chtějí nastoupit, však nemají povinnost mávat rukou, ale stačí, když budou v zastávce stát tak, aby je řidič v dostatečném předstihu viděl. Jako znamení pro výstup lze použít buď tlačítko znamení k zastavení nebo tlačítko otevírání dveří. Zkušební provoz chtěl DP začít vyhodnocovat v říjnu 2015 tak, aby se mohl rozhodnout, zda počet zastávek na znamení rozšíří od prosincového jízdního řádu.Do budoucna nevylučoval ani jejich použití na tramvajových nebo trolejbusových linkách. Zastávky jsou označeny textem „ZASTÁVKA NA ZNAMENÍ“ červeným písmem přímo ve značce zastávky pod piktogramem autobusu.
V MHD v Třebíči jsou celodenně na znamení všechny zastávky kromě centrální zastávky Karlovo náměstí a konečných zastávek. Pro nástup má řidič povinnost zastavit vždy, když v prostoru zastávky stojí cestující.
V MHD v Jihlavě bylo údajně v roce 2014 zavedeno „v tichosti“ interním pokynem dopravce, že mají řidiči zastavit v zastávce pokaždé, když na nich někdo stojí. Novinový článek iDnes.cz to interpretoval titulkem, že cestující již „mávají zbytečně“. V Jihlavě jsou na znamení rovněž všechny zastávky kromě centrální zastávky na Masarykově náměstí a konečných zastávek.
V MHD v Pardubicích do roku 2017 zastávky na znamení nebyly, od července 2017 bylo zavedeno 40 zastávek na znamení. Na nočních linkách 98 a 99 se nově staly zastávkami na znamení všechny zastávky. Pro výstup je nutno s předstihem zmáčknout tlačítko. Nástup není třeba nijak signalizovat.
V autobusech MHD v Liberci bylo od roku 2012 zavedeno, že jsou všechny zastávky na znamení po osmé hodině večer, o víkendu celodenně. Dopravní podnik to odůvodňoval ekonomickými důvody.
V regionální autobusové dopravě v Libereckém kraji byl režim zastavování na znamení plošně zaveden s novým jízdním řádem od 10. prosince 2017. K zavedení kraj vedly stížnosti a sporné momenty, kdy řidič nezastavil tam, kde zastavit měl, a skutečnost, že někteří řidiči si režim zastavování na znamení svévolně zavedli ve „svých“ autobusech, což se kraj snaží vyřešit sjednocením pravidel pro všechny zastávky. Jako další důvod uvedl KORID LK i větší plynulost a bezpečnost dopravy. Výjimkou měla zůstat významná autobusová nádraží a přestupní body. Charakter na znamení má být i nadále značen v jízdních řádech, ve vozech se však přestal hlásit. Cestující na zastávkách nemusí na autobus mávat, ale stačí, když stojí viditelně na zastávce. Starším lidem, kteří se bojí za jízdy vstát a zazvonit, bylo doporučeno, aby na to upozornili řidiče při nástupu. Systém počítá s tím, že řidiči mají palubní počítače a v nich vidí, do jakých zastávek si cestující kupovali jízdenky. Zároveň jsou řidiči poučování, aby byli ohleduplní a sledovali nejen počítač, ale i to, co se děje za jejich zády. Vozy nevybavené signalizačním zařízením (tlačítky) mají zastavovat ve všech zastávkách povinně.
V regionálních autobusech v Ústeckém kraji byl v roce 2015 bez větší publicity zaveden systém, že všechny zastávky jsou na znamení.
V bezplatné MHD v Litoměřicích jsou všechny zastávky na znamení od 1. července 2022. Jako důvod město uvedlo větší plynulost a rychlost dopravy.
V MHD v Děčíně byla obsluha na znamení od 1. července 2023 zavedena v zastávkách Alusuisse, Armex, Boletice n. L., hřbitov, Desta, Ferox, Folknářská, Jalůvčí, rozc., Kamenná, Kovošrot, Křešice Loděnice, Lesní mlýn, Loubí, I, Loubí, II, Loubí, III, Loubí, IV, Na skluzu, Na stráni, Přípeř, U přejezdu, Slovanka, U Kaple, U hřbitova, U tabule, Vodárna, Zotavovna. Informační letáky byly formulovány tak, jako by dosud v děčínské MHD žádné zastávky na znamení nebyly. Podle publikovaného sdělení cestující nemusí na zastávce „na znamení“ bedlivě sledovat příjezd autobusu a nemusí dávat znamení rukou („mávat“). ale vozidlo zastaví na zastávce, pokud se v prostoru zastávky viditelně nachází alespoň jedna osoba nebo již na zastávce stojí jiné vozidlo. Ve voze lze znamení dát buď tlačítkem „znamení k řidiči“, nebo poptávkovým tlačítkem dveří.
Od 1. července 2023 bylo zastavování na znamení zavedeno na obou linkách MHD v Klášterci nad Ohří, a to v souvislosti s jejich začleněním do Dopravy Ústeckého kraje. Dle tiskové zprávy města se znamení dává v autobuse stisknutím příslušného tlačítka, na zastávce mávnutím rukou.
Od termínu celostátních změn jízdních řádů v polovině prosince 2024 jsou za znamení všechny zastávky regionální autobusové dopravy ve Zlínském kraji; toto opatření se netýká linek IDZK mimo území Zlínského kraje a linek MHD Uherské Hradiště a Vsetín.
Petr Tomčík z organizace ROPID v dubnu 2024 uvedl, že systém plošného zastavování na znamení je v Evropě trendem, kromě některých evropských metropolí (Bratislava, Berlín, Londýn, Vídeň) funguje také v Česku v Jihlavě, Třebíči a v celém Libereckém a Ústeckém kraji. V listopadu 2024 byla mezi takovými městy zmíněna i Paříž.

#### Tramvajový provoz
V tramvajovém provozu je existence zastávek podle potřeby v některých městech doložená již z počátků provozu koncem 19. století. V některých jiných českých městech (Plzeň, Most a Litvínov) jsou již po mnoho let.
Dopravní podnik hl. m. Prahy přijal novelizaci dopravního a návěstního předpisu pro tramvaje s účinností od 1. dubna 2012, která umožňuje zřízení zastávek na znamení – předtím předpis z bezpečnostních důvodů nařizoval zastavovat v zastávkách dokonce i vlakům neurčeným pro přepravu cestujících. ROPID podporuje zavádění tramvajových zastávek na znamení, od 8. prosince 2012 byla jako první zavedena na znamení zastávka ČSAD Smíchov v Nádražní ulici, protože byla málo využívána cestujícími. Kritériem pro zavádění je nejen frekvence cestujících, ale i dopravní situace, aby projíždění zastávky neohrožovalo bezpečnost provozu. Dnes mohou tramvaje projíždět čelo zastávky na znamení pouze rychlostí 15 km/h.

#### Železniční doprava
V české železniční dopravě byly zastávky na znamení nebo požádání zavedeny po desítkách let, kdy neexistovaly, v síti Československých státních drah od grafikonu 1991/1992, v dalších letech byl počet zastávek na znamení rozšiřován. Značka se v jízdním řádu uvádí přímo u časových údajů jednotlivých spojů, takže tatáž zastávka pro některé spoje může být na znamení a pro jiné nikoliv. Režim zastávek na znamení upravuje článek 1315 předpisu ČD D2. Režim na znamení je přípustný ve stanicích v době bez služby výpravčího a v zastávkách, a to u vlaků vedených samostatným elektrickým nebo motorovým vozem (nebo pokud ostatní vozy nejsou určeny k přepravě cestujících) nebo jsou-li všechny vozy pro cestující vybaveny správně fungujícím signalizačním zařízením včetně zpětné signalizace od strojvedoucího. Pokud je v jízdním řádu uvedena značka ×, ale není splněna některá z podmínek, značka neplatí. Výstup cestujících zjišťuje vlaková četa včasným a srozumitelným dotazem u cestujících, případně může být dán signál příslušným zařízením. Strojvedoucí může projet zastávku na znamení, pokud jsou splněny tři podmínky: nedostal pokyn k zastavení od člena vlakové čety, nedostal signál k zastavení a v prostoru nástupiště se nenachází žádná osoba. Strojvedoucí musí jet před zastávkou na znamení takovou rychlostí, aby v případě, že na nástupišti bude stát cestující, plynule zastavil. Rychlost vlaku na trati musí přizpůsobit tak, aby při průjezdu zastávky na znamení nebo odjezdu z ní byl dodržen čas odjezdu stanovený sešitovým jízdním řádem a zveřejněný. Vždy musí vlak zastavit při poruše signalizace nebo je-li situace nepřehledná kvůli snížené viditelnosti. Předpis nynějšího provozovatele celostátní dráhy a většiny regionálních drah (SŽDC) se zastávkami na znamení nezabývá.
Ve Smluvních přepravních podmínkách Českých drah pro veřejnou drážní osobní dopravu se píše, že cestující zodpovídají za „podání včasného a viditelného znamení k zastavení vlaku (např. zvednutím ruky) pokud chce nastoupit do vlaku zastavujícího dle platného jízdního řádu v jeho nástupní stanici pouze na znamení“ a „včasné vyrozumění pověřeného zaměstnance ČD o tom, že
chtějí vystoupit z vlaku zastavujícího dle platného jízdního řádu v jejich výstupní stanici pouze na znamení. Vyrozumění
provedou osobně po dotazu zaměstnance ČD na zastavení nebo obsluhou signalizačního zařízení po výzvě k jeho obsluze - signalizační zařízení následně potvrdí zastavení vlaku.“ Podobná formulace byla i v předchozí verzi podmínek: „Cestující, který chce nastoupit do vlaku zastavujícího v dané stanici dle platného jízdního řádu pouze na znamení, zodpovídá za včasné a viditelné znamení k zastavení vlaku (např. zvednutím ruky). Cestující, který chce z takového vlaku vystoupit, zodpovídá za včasné vyrozumění pověřeného zaměstnance ČD ve vlaku.“
V roce 2012 České dráhy uvedly, že ročně evidují 10–15 stížností na nezastavení v zastávce na znamení, a hodnotí takové případy jakko zcela výjimečné. Příčinou většinou bylo, že osoba v blízkosti zastávky nestála na nástupišti v blízkosti bezpečnostní zóny, kde probíhá nástup, ale byla ve větší vzdálenosti od kolejí, takže nebylo zřejmé, zda chce cestovat.

### Slovensko
V regionální dopravě dopravce Arriva Bratislava jsou všechny zastávky na znamení od 15. listopadu 2021. Znamením pro nástup se rozumí stání cestujícího včas na viditelném místě zastávky.
V MHD Bratislava jsou všechny autobusové a trolejbusové zastávky na znamení od 13. února 2023. Dopravní podnik od opatření očekává úspory nákladů, zkrácení jízdních dob, zvýšení tepelného komfortů a snížení emisí. Zhruba dvě třetiny zastávek byly na znamení už před tímto opatřením. Podobné opatření zavedla o mnoho let dříve Nitra. Od 1. července 2023 jsou na znamení také všechny zastávky denních linek i v MHD Košice (v nočním provozu byly všechny zastávky na znamení zavedeny již o něco dříve).

### Další země
Petr Tomčík z organizace ROPID v dubnu 2024 uvedl, že systém plošného zastavování na znamení je v Evropě trendem, kromě některých českých měst a krajů funguje také v Bratislavě, Berlíně, Londýně či ve Vídni.